# Mózes mennybemenetele
A Mózes mennybemenetele/mennybevétele vagy Mózes testamentuma ószövetségi apokrif irat, amely Mózesnak Józsuéhoz intézett beszédét tartalmazza, és megjósolja Izrael népének jövendő történetét.
A mű a maga 12 fejezetével összetett irodalmi műfajú, egyszerre tartozik a haggadához, az apokalipszishez, és a parainesziszhez.[forrás?]

### Keletkezési ideje, nyelve
A ránk maradt szöveg jó latinsággal íródott, de valószínűleg csak töredék, a könyv egyharmada, fele elveszhetett. A szöveg kumráni környezetből származik, jóllehet, nem sikerült azonosítani a kumráni töredékek közül eggyel sem. Keletkezési idejét némelyek a Kr. u. 1. századra teszik, mások a Kr. e. 1. századot jelölik meg.
Mózes testamentuma rokonságban áll a Második Törvénykönyvvel, Dániel könyvével (Dán 4:4-19), Júdás levelével (9:12-13:16), Péter apostol második levelével (2:13), az Apostolok cselekedeteivel (7:36-43), és Máté evangéliumával (24:21), de sok hasonlóságot mutat az Ádám és Éva élete című apokrif irattal is.

### Tartalma
Mózes elmeséli a zsidó nép jövendő sorsát: a bírák korát, az egységes királyságot, a kettészakadt országot, Jeruzsálem elestét, a babilóniai fogságot, Jeruzsálem újjáépítését, a hellenista hitehagyást, a Makkabeusokat, és a templom ismételt lerombolását.
A latin változat 9. fejezetében megjelenik egy titokzatos személy, aki a Taxo nevet viseli Lévi törzséből. Ennek az embernek hét fia van, akiket arra biztatott, hogy három napig böjtöljenek és vonuljanak vissza egy barlangba megülni a vallási ünnepeket, nehogy megszegjék Isten parancsolatait. Taxo nem kifejezetten messiási, de eszményi alak.
Ezek után párbeszéd kezdődik Mózes és Józsué között, hogyan kell vezetni a népet. Utána Mózes meghal, ez viszont felbátorítja a zsidó nép ellenségeit, akik csak Józsué ellenállása miatt nem érnek el sikereket. Józsué Isten segítségével áll helyt, és hálát mond Mózesnek a kivonulásért. A záró versek Isten parancsait emelik ki.
A mű tartalmazza Mózes mennybemenetelét és Mihály arkangyalnak a Sátánnal folytatott harcát Mózes holttestéért. Érdekes, hogy éppen erre a harcra hivatkozik a újszövetségi Júdás levele a 9. versében. (A történet nem is szerepel az Ószövetségben.)